# Monte Baron
Il monte Baron è una montagna delle Alpi Graie alta 818 m.
Si trova all'inizio della val Casternone ed interessa i comuni di Givoletto e di Val della Torre, in provincia di Torino.

## Etimologia

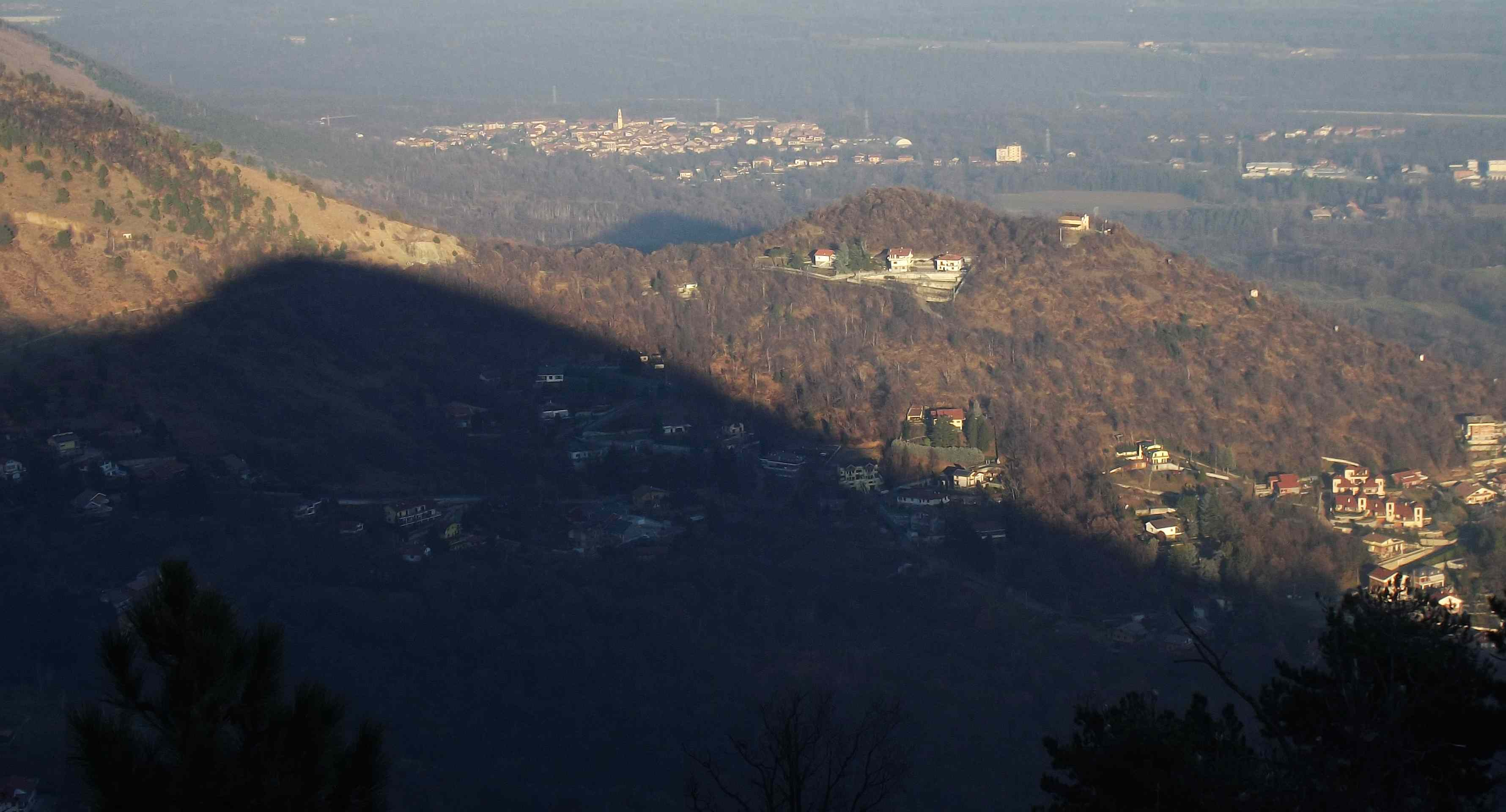
L'ombra della montagna su Givoletto (sullo sfondo La Cassa).

Il toponimo in piemontese significa "mucchio", "cumulo": termine che entra nella denominazione di altre montagne più note quali, ad esempio, il monte Barone o la colma di Mombarone. 

## Descrizione

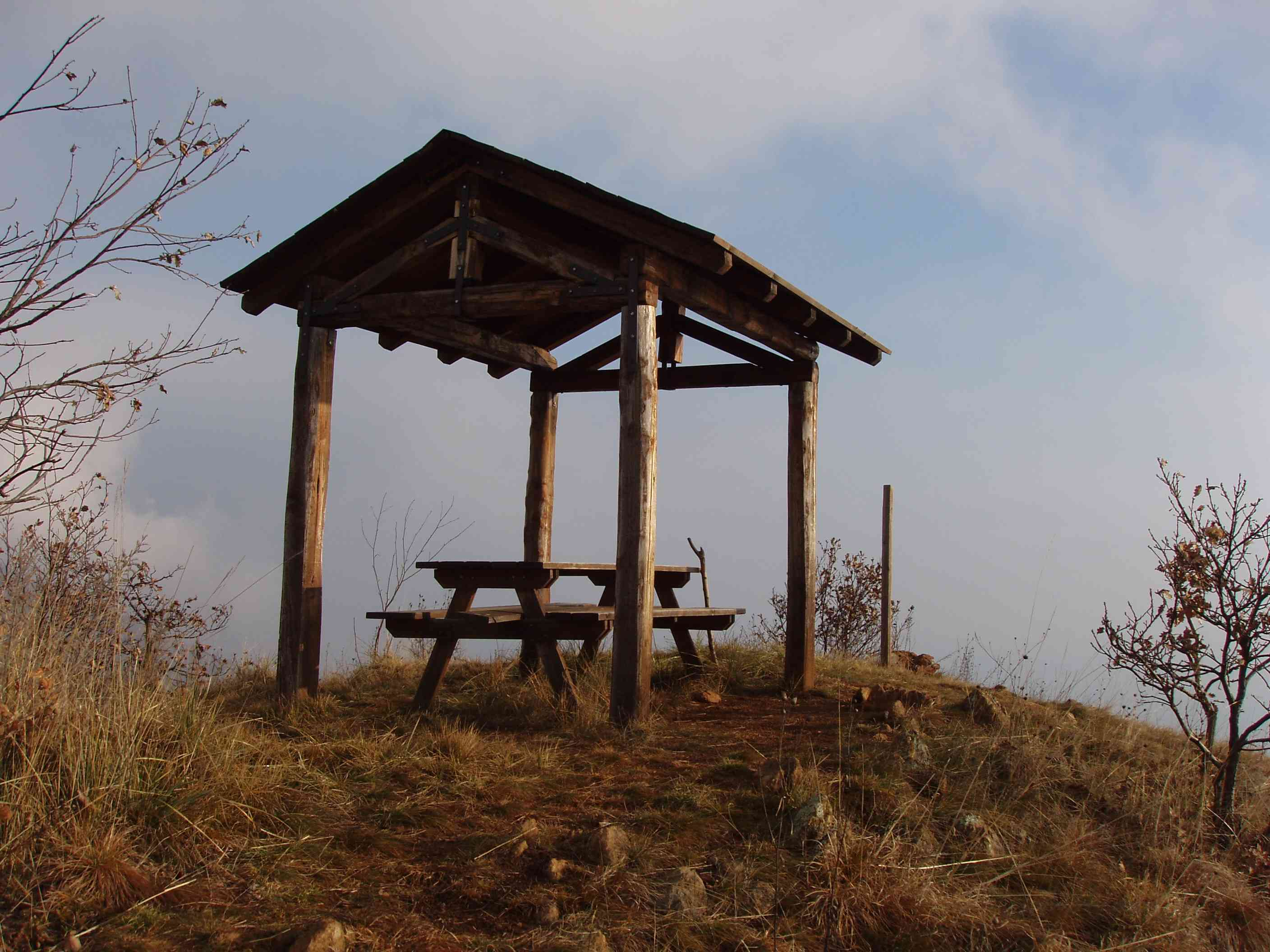
La tettoia di legno sulla cima del monte Baron (anno 2005)

La montagna è l'ultima elevazione che si incontra prima della pianura sulla costiera che delimita a nord-est la val Casternone e la separa dalla val Ceronda e dalla conca di Givoletto. Si stacca come una sorta di belvedere naturale dal vicino monte Rosselli, dal quale è separato da una poco marcata insellatura a quota 793 m.
Nei pressi di questa depressione passa la linea di alta tensione T316 che collega Piossasco con Leinì, i cui tralicci sono ben visibili anche sulle pendici del Musinè, della punta Fournà e del monte Bernard . 
Sul crinale est, che digrada verso Givoletto, si trova una cava abbandonata di magnesite, sfruttata fino agli inizi del Novecento. 
Sulla cima si trova il punto geodetico trigonometrico dell'IGM denominato monte Baron  (cod. 056014).

## Escursionismo

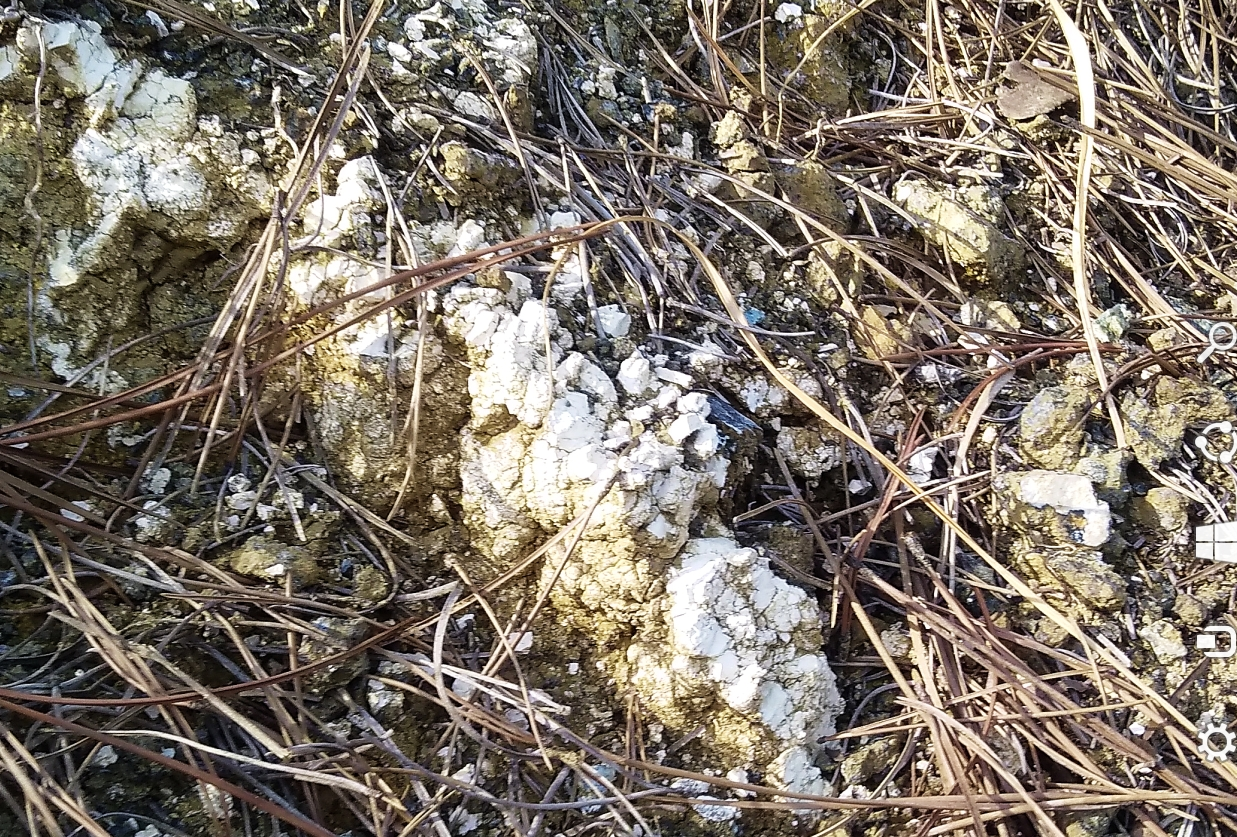
Strato di magnesite affiorante

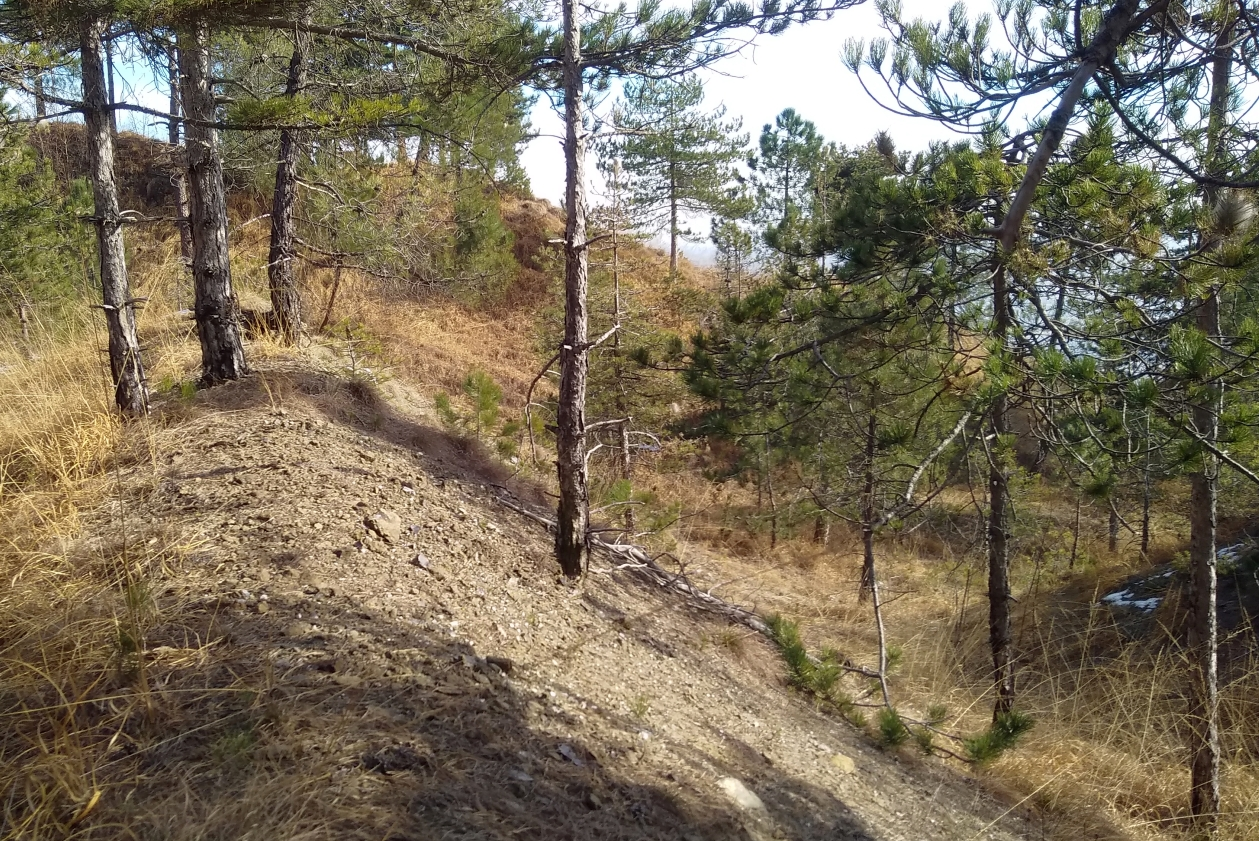
Una delle ex-cave di magnesite

Nel corso dei lavori di rimboschimento e miglioramento forestale della prima metà del Novecento furono realizzate alcune mulattiere selciate che permettono oggi piacevoli escursioni attorno alla montagna, la cui cima è facilmente raggiungibile da Givoletto o dal capoluogo di Val della Torre.
Sul punto culminante si trova una piccola tettoia in legno con un tavolo e panche per pic-nic.